# Andrzej Świerczyński
Andrzej Świerczyński (ur. 25 października 1952 w Warszawie) – polski lekkoatleta (sprinter), olimpijczyk.

## Osiągnięcia
Wystąpił na mistrzostwach Europy w 1974 w Rzymie, gdzie w sztafecie 4 × 100 metrów zajął 5. miejsce (z Markiem Bedyńskim, Grzegorzem Mądrym i Zenonem Nowoszem), a w biegu na 100 metrów odpadł w eliminacjach. Podczas halowych mistrzostw Europy w 1976 w Monachium odpadł w półfinale biegu na 60 metrów.
Startował na igrzyskach olimpijskich w 1976 w Montrealu, gdzie odpadł w ćwierćfinale biegu na 100 metrów, a także w sztafecie 4 × 100 metrów, która był czwarta w finale (wraz ze Świerczyńskim biegli w niej Marian Woronin, Bogdan Grzejszczak i Zenon Licznerski).
Był mistrzem Polski w biegu na 100 metrów w 1974 i 1975, wicemistrzem w biegu na 100 metrów w 1976 i 1977 oraz w biegu na 200 metrów w 1976. W 1977 zdobył brązowy medal w biegu na 200 metrów. Był halowym mistrzem Polski w biegu na 60 metrów w 1976.
Brał udział w 12 meczach reprezentacji Polski odnosząc 1 zwycięstwo indywidualne. Był rekordzistą Polski w sztafecie 4 × 100 metrów.
Jest absolwentem AWF w Warszawie. Startował przez całą karierę w klubie Warszawianka. Jest mężem lekkoatletki Bożeny Nowakowskiej.

## Rekordy życiowe

### na stadionie
- bieg na 100 metrów – 10,28 s (15. wynik w historii polskiego sprintu)[7], 25 czerwca 1976, Bydgoszcz
- bieg na 200 metrów – 21,08 s,- 30 lipca 1977, Bydgoszcz

### w hali
- bieg na 60 metrów – 6,66 s, 25 lutego 1973, Zabrze